# یون سانگ-هو
یون سانگ-هو (انگلیسی: Yeon Sang-ho؛ زادهٔ ۱۹۷۸) یک کارگردان فیلم، و فیلم‌نامه‌نویس اهل کره جنوبی است.
از فیلم‌های معروف او می‌توان به کارگردانی قطار بوسان و شبه‌جزیره اشاره کرد.